# Le Val d'Ocre
Le Val d'Ocre è un comune francese di 566 abitanti, situato nel dipartimento della Yonne, nella regione della Borgogna-Franca Contea.
È stato istituito il 1º gennaio 2016 attraverso la fusione degli ex comuni di Saint-Aubin-Château-Neuf e Saint-Martin-sur-Ocre.